# Machaeroides
Machaeroides – rodzaj wymarłego mięsożernego ssaka z rzędu pradrapieżnych. Żył w eocenie na terenie współczesnych Stanów Zjednoczonych, pozostałości znaleziono w Wyoming. Jest to najwcześniej występujący znany ssak o szablowatych zębach.

## Nazwa
Machaeroides oznacza „sztyletowaty”. Zwierzę to bowiem było, jak już wspomniano, szablozębne.

## Opis
Gatunki te przypominały z zewnątrz małe, psiej wielkości koty szablozębne. Machaeroides miał jednak bardziej wydłużoną czaszkę niż właściwe koty szablozębne, był też stopochodny. Z kolei od blisko spokrewnionego rodzaju Apataelurus odróżniały go mniejsze zęby samca.
M. eothen ważył około 10–14 kg, czyli tyle, co Staffordshire Bull Terrier. M. simpsoni był mniejszy .

## Klasyfikacja
Choć fakt, że opisywany tu rodzaj należał do pradrapieżnych, nie budzi wątpliwości, jego pozycja w tym rzędzie jest dyskusyjna. Eksperci nie doszli do zgody, czy Machaeroides i podobny do niego Apataelurus powinny znaleźć się w rodzinie Oxyaenidae czy Hyaenodontidae.

## Galeria

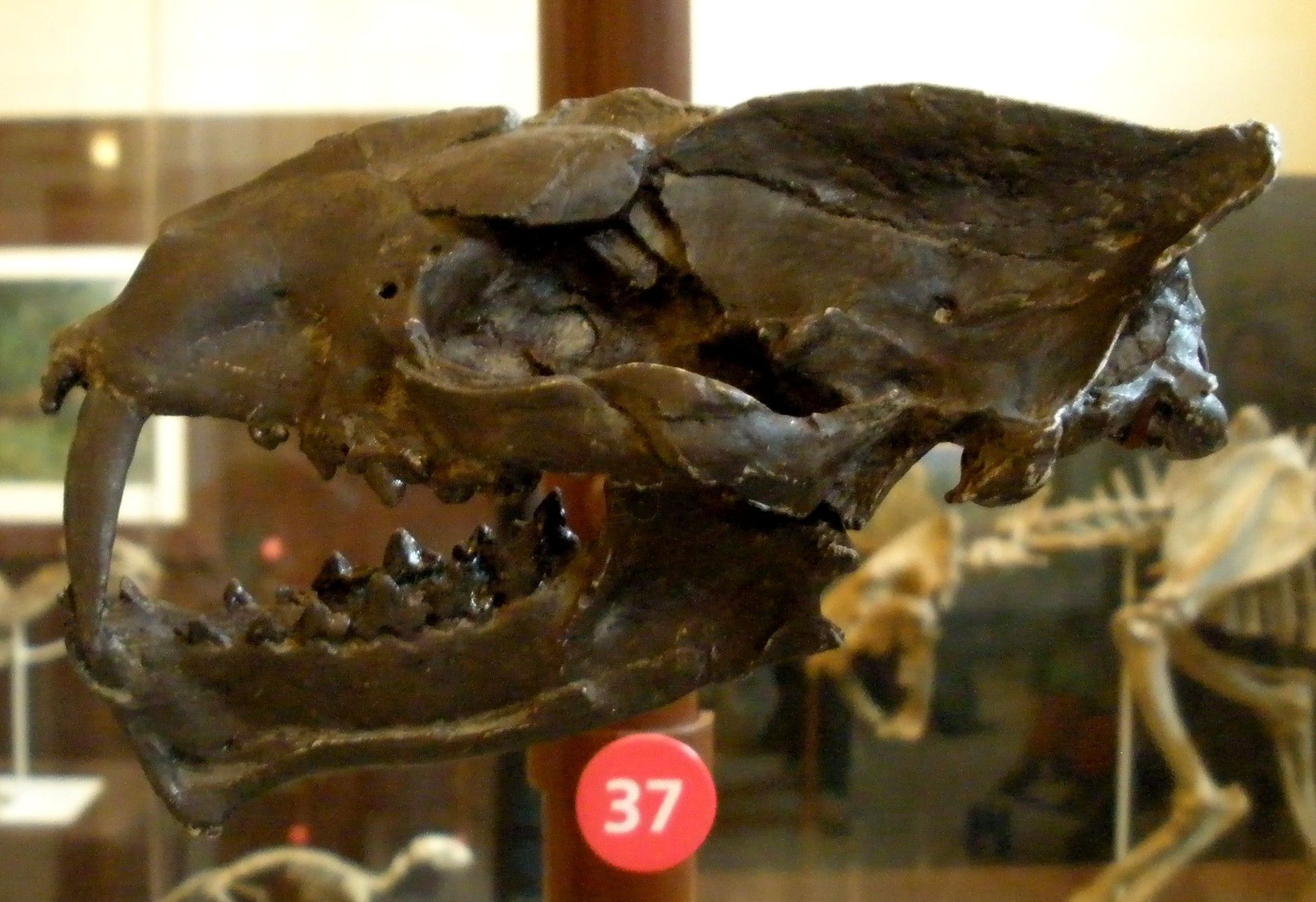
Skamieniała czaszka Machaeroides eothen.